# Een beetje blackmail
Een beetje blackmail is een misdaadhoorspel dat geschreven werd door Roderick Wilkinson en vertaald door Josephine Soer. Het bevat zes delen en het eerste deel werd op 1 maart 1985 uitgezonden. De regie werd verzorgd door Meindert de Goede.

## Verhaal
Kenneth Daily, een privé-detective uit Londen, wordt in Glasgow door de schatrijke Schotse whiskytycoon Templeton ingehuurd om vijfhonderd pond af te leveren aan een verdachte adres. Deze wordt gechanteerd door leden van een separatistische beweging die dreigen openbaar te maken dat zijn zoon lid is van de beweging. Tijdens het afleveren van het pakketje wordt Daily door een van de chanteurs in elkaar geslagen. Hij is erop uit om de zaak tot op de bodem te onderzoeken. Daarbij loopt hij de politie in de weg en ook een beruchte criminele organisatie die de republikeinse beweging exploiteert.

## Rolverdeling
- Kenneth Daily - Hans Hoekman
- Terrence Murphy - Ger Smit
- Kenny - Dick Scheffer
- Brad - Kees Broos
- Templeton - Frans Kokshoorn
- Ian Templeton - Marcel Maas
- Jill Bruce - Ine Veen
- Inspecteur Rae - Cees van Oyen
- Harry Pollock - Olaf Wijnants
- juffr. Bellamy - Angélique de Boer
- Charlie Lameron - Ad Hoeymans
- weduwe Kelly - Corry van der Linden
- George Dulland - Jan Anne Drenth
- Peggy McVeigh - Trudy Libosan
- Jarvis - Jan Wegter
- Eddy Hughes - Hans Dagelet